# Akhládhion (ort i Grekland)
Akhládhion (Achladi) är en ort i Grekland.   Den ligger i prefekturen Fthiotis och regionen Grekiska fastlandet, i den centrala delen av landet, 130 km nordväst om huvudstaden Aten. Akhládhion ligger 2 meter över havet och antalet invånare är 384.
Terrängen runt Akhládhion är kuperad åt nordost, men söderut är den platt. Havet är nära Akhládhion åt sydost. Runt Akhládhion är det ganska glesbefolkat, med 27 invånare per kvadratkilometer. Närmaste större samhälle är Stylída, 16,9 km väster om Akhládhion. 